# Frederick Maharero
Frederick Maharero (* 1875; † 11. September 1952 in Okahandja, Südwestafrika), auch Friedrich geschrieben, war der älteste Sohn des Samuel Maharero, eines bedeutenden Gruppenführers der Herero im heutigen Namibia. Nach dem Ableben Samuels übernahm Frederick diese Aufgabe.
Fredericks späteres Leben wurde maßgeblich von seinem Aufenthalt in der Berliner Kolonialausstellung und von der deutschen Kolonialmacht und dem Völkermord an den Herero und Nama in Deutsch-Südwestafrika geprägt.

## Deutschlandaufenthalt
Frederick war 22 Jahre alt, als er mit Begleitern von Deutsch-Südwestafrika nach Berlin reiste, wo er einer von 106 Afrikanern und Melanesiern war, der im Rahmen  der Berliner Kolonialausstellung im Jahr 1896 das Leben aus seiner Heimat in und vor den errichteten Kulissendörfern (auch verächtlich „Negerdörfer“ genannt) vorstellen sollte. Gegen diese Vereinnahmung wehrten er und seine Begleiter sich dadurch, dass sie bei ihren Auftritten nicht wie üblich ihre Landestrachten trugen, sondern Anzüge. Derart gekleidet präsentierten sie sich auch bei Vorstellungen auf Pferden.
Er war allerdings nicht nur wegen der Kolonialausstellung aus Afrika nach Berlin gekommen, sondern er wollte Deutschland kennenlernen und er suchte um eine Audienz bei Kaiser Wilhelm II. nach, die ihm im September 1896 gewährt wurde. Vermittler war Bernhard von Bülow, der ab im Jahr 1900 zum Reichskanzler ernannt wurde.
In dieser Audienz wollte er sich für den Generalmajor Theodor Leutwein, den Kommandeur der kaiserlichen Schutztruppe für Deutsch-Südwestafrika, einsetzen, dem damals in Deutschland der Vorwurf gemacht wurde, er sei zu nachsichtig gegenüber den Hereros. Ferner erwarteten Frederick und seine Begleiter eine kaiserliche Friedenszusicherung für die Hereros.
Welche Ergebnisse diese Initiative bei Kaiser Wilhelm hinterließ, ist nicht bekannt. Der Eindruck bei Frederick Maharero war allerdings nachhaltig: „Ich wurde dem Kaiser vorgeführt, da er seine schwarzen Untertanen noch nicht kennen gelernt hatte.“ Bezüglich seines Aufenthalts in Deutschland fügte er hinzu: „Wir waren dort ein Jahr lang. Gar nichts wurde uns beigebracht. Wir haben nur mit Pferden reiten müssen und wurden gekleidet und gedrillt wie Soldaten.“

## Späteres Leben
Nach der Kolonialausstellung kehrte Frederick in seine Heimat zurück. Dort sah sich die Volksgruppe der Herero durch massive Landkäufe der Deutschen Kolonialgesellschaft immer stärker aus ihrem Siedlungsgebiet zurückgedrängt, daher kam es am 12. Januar 1904 zum Aufstand der Herero unter Samuel Maharero. Frederick musste mit seinem Vater nach der entscheidenden Schlacht am Waterberg Mitte August 1904 durch die nahezu wasserlose Omaheke-Wüste ins Gebiet von Tsau im damals britischen Betschuanaland fliehen, wo die Maharero-Familie unter ärmlichen Verhältnissen leben musste. Die brutale und auch gegen zivile Personen völlig rücksichtslose Kriegsführung von Generalleutnant Lothar von Trotha gilt heute in weiten Teilen der Wissenschaft als erster Völkermord des 20. Jahrhunderts. In Guerillataktik kämpfte Frederick von 1904 bis 1907 gegen die deutschen Kolonisten weiter. Später zog die Familie nach Groenfontein-Transvaal/Südafrikanische Republik, danach nach Mahalapye in Betschuanaland. Im Ersten Weltkrieg in Südwestafrika kämpfte Frederick auf Seiten der Südafrikanischen Union gegen die Deutsche Schutztruppe. Seit dem Jahr 1920 versuchte er wieder in seine Heimat zurückzukehren, was die damalige Regierung Südafrikas nicht erlaubte. Nach dem Tod seines Vaters Samuel im Jahr 1923 wurde er Gruppenführer der Ovaherero, deren Lebensraum sich über weite Teile von Namibia erstreckte. 1952 zog er nach Okahandja, wo er im gleichen Jahr starb und auf dem Hererofriedhof beigesetzt wurde.

## Nachbetrachtung
Nach seinen Erfahrungen mit Deutschland und was ihm und seiner Familie widerfahren war, war Frederick Mahareros Haltung gegenüber den Deutschen bis zu seinem Tode unversöhnlich und durch starke Bitterkeit geprägt. Im Jahr 1945 äußerte er sich hierzu: „Die Deutschen haben uns [Hereros und Nama] sehr gut bekämpft und uns unser Land weggenommen. Dies ist der Grund, warum sie nichts Gutes in uns sehen wollen. Sie bekehrten uns zum Christentum, aber wollten uns keine weitere Ausbildung geben oder uns dabei helfen, voranzukommen. Die Herero haben überhaupt nichts von ihnen gelernt außer dem Wort ‚Gott‘. Die Deutschen haben die Herero gefürchtet. Sie wollten nicht, dass sie lernen und sich weiterentwickeln, so wie wir es heute wollen.“